# Bäckglansblomfluga
Bäckglansblomfluga (Orthonevra erythrogona) är en tvåvingeart som först beskrevs av Malm 1860.  Bäckglansblomfluga ingår i släktet glansblomflugor, och familjen blomflugor.
Artens utbredningsområde är Sverige. Arten är reproducerande i Sverige. Inga underarter finns listade i Catalogue of Life.